# Stilleven

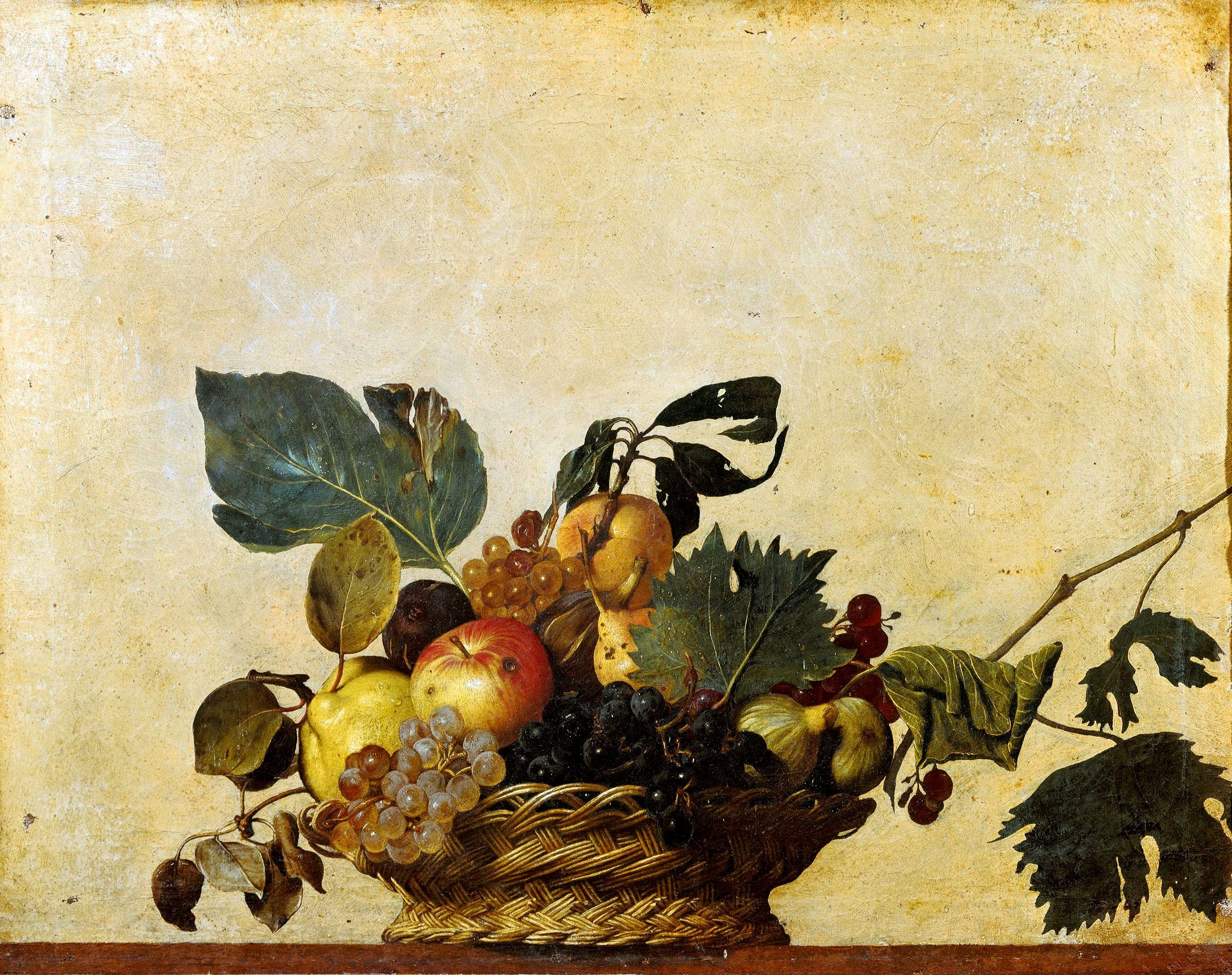
Fruitmand, c. 1595-1601, Caravaggio's enige stilleven, tevens een van de eerste schilderijen die een stilleven als belangrijkste onderwerp tonen. Pinacoteca Ambrosiana, Milaan.

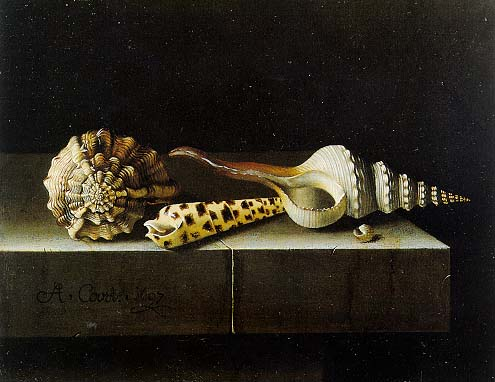
Schelpen door Adriaen Coorte (1697)

Een stilleven is een artistieke compositie (schilderij, tekening, foto) van roerloze of levenloze objecten, die met zorg zijn belicht. Met het schilderen van een stilleven kan een schilder zich concentreren op de compositie en op het gebruik van kleur en toonwaarde, het vloeiende onderscheid in kleurnuances tussen de lichtste en donkerste partij.
Een stilleven is een studiewerk of proefstuk voor de virtuositeit van de schilder. Karel van Mander schreef dat het stilleven oefenstof voor de jeugd was en dat een goede schilder het laat rusten ten gunste van betere onderwerpen.

## Geschiedenis
Het stilleven is van alle tijden. De Romeinen schilderden al stillevens op muren, die in Pompeï bijvoorbeeld nog bewaard zijn gebleven.
Constantijn Huygens was omstreeks 1630 de eerste die het woord "inanimatis" gebruikte bij het beschrijven van het werk van Jacques de Gheyn en Johannes Torrentius. Volgens hem was er niemand "die dingen van glas, tin, aardewerk en ijzer"' beter schilderde dan Torrentius. Pas omstreeks 1650 kwam het woord "stilleven" voor het eerst voor bij het beschrijven van een boedelinventaris.

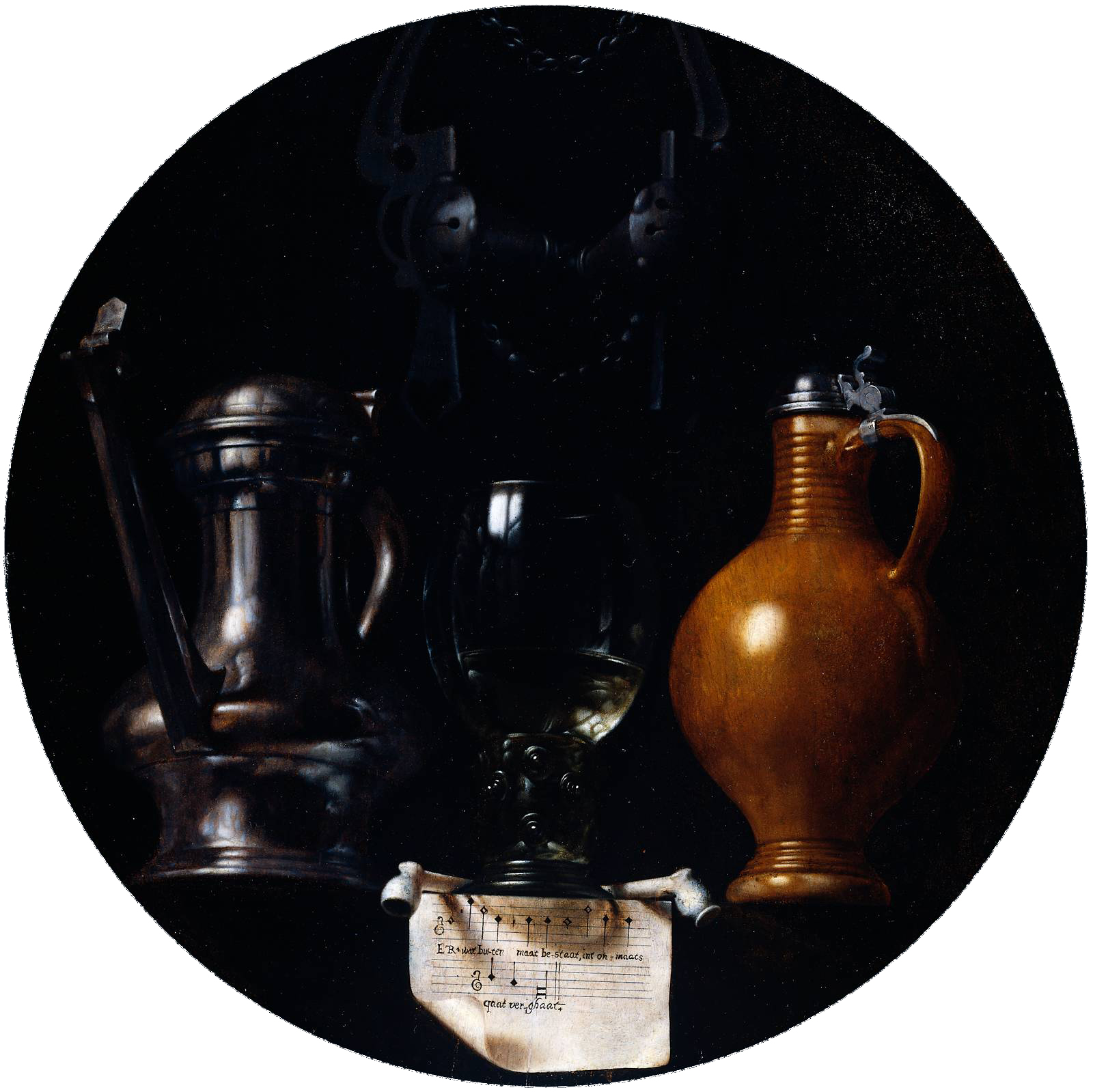
Emblematisch stilleven met de tekst "wat buiten maat bestaat, int onmaats kwaad vergaat". Het zijn aansporingen tot matigheid. Johannes Torrentius, 1614

De stillevens uit de Vlaams-Nederlandse schilderkunst uit de 17e eeuw zijn vooral beroemd om de stofuitdrukking, de weergave van het oppervlak van een voorwerp. In één stilleven laat de schilder zijn vaardigheid zien om tegelijkertijd bijvoorbeeld het karakter van een satijnen kleed, een droog brood, een mat ei, bedauwde druiven, een hard glanzend glas en een parelmoeren schelp weer te geven. Vaak gebruikten schilders hun geliefde objecten telkens opnieuw.
Qua stilleven is vooral het bloemstuk (blompotje en dergelijke) populair. Dan volgen fruitage, het banketje en keukenstuk en in mindere mate het ontbijtje. Ook benamingen als tafeltje, maaltijd en braderie komen soms voor.
Markt- en keukentaferelen zijn geschilderd door Pieter Aertsen, Joachim Beuckelaer en Frans Snyders. Jacht- en wildstillevens door Jan Fijt, Jan Weenix en Dirk Valkenburg.
Of er nu bloemen, fruit, wild, vis, vogels of kostbaar zilver, glas, porselein of gewoon aardewerk werd afgebeeld, het uitbundig vertoon van overvloed bleef steeds een essentieel aspect van het Nederlandse stilleven.
Samuel van Hoogstraten schreef uitgebreid over het stilleven. Gerard de Lairesse verwijt de stillevenschilders te weinig diepgang en hun werk vermeende intellectuele armoede, maar erkende de populariteit van het genre.

### Etymologie
De term stilleven is voor het eerst aangetroffen in een tekst van de schilder Arnold Houbraken in zijn boek De Groote Schouburgh der Nederlantsche Konstschilders en Schilderessen (1718-1721). De betekenis van dat neologisme zou kunnen duiden op een groep onbeweeglijke voorwerpen voor een schilderij naar het leven. Een andere verklaring is dat het gaat om de uitbeelding van levende wezens in een staat van rust of stilte, dus niet om levenloze voorwerpen. Een eerdere variant van de tem uit 1656 is een stil leggent leven van Rembrant. Uit het jaar 1667 stamt het citaat: Evert van Aelst is [...] een seer uytnemend Schilder in allerhande soort van stil-staende leven, insonderheyt Fruyt.
Het woord stilleven is in het Duits en Engels overgenomen. Anderen denken dat het woord in het Duits is geïntroduceerd door Goethe, vanuit het Engels. Via het Duits is de term aan de Scandinavische talen doorgegeven.
De Romaanse talen gebruiken een andere term. Zij duiden het stilleven aan met dode natuur, zoals het Franse nature morte. In veel Slavische talen is het Franse woord overgenomen.

## Typen stillevens

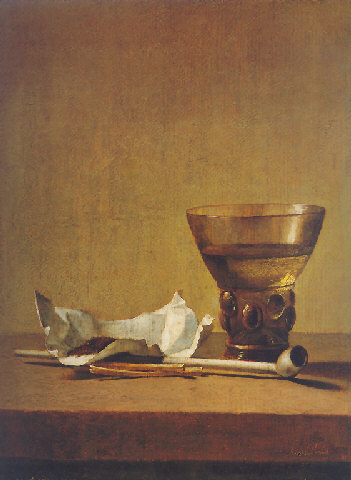
Toebackje, monochroom stilleven door Karel Slabbaert, 1641

Er bestaan verschillende soorten stillevens, die in typen worden onderscheiden:
- "fruitstuk".
- "bloemstuk".
- "ontbijtgens". Een stilleven met brood, messen, vis, de dingen die tijdens een maaltijd aan het eind van de ochtend werden gegeten.
- "banketgens". Een stilleven waarin een rijkgevulde pastei is opgenomen.
- "toebackjes". Een stilleven met tabak, pijp en soortgelijke artikelen.
- "zeebanket". Een stilleven dat vooral in Den Haag populariteit genoot.
- "jachtstuk".

Ook kan met een stilleven de rijkdom van de opdrachtgever van het schilderstuk worden gesymboliseerd, het zogenaamde pronkstilleven.

## Symboliek
Stillevens kunnen gebruikt worden als symbool, bijvoorbeeld een memento mori (door een combinatie van een bijbel en een menselijke schedel weer te geven). De Sinnepoppen uit 1614 van Roemer Visscher worden veelvuldig aangehaald bij de interpretatie van stillevens.
Stillevens lenen zich voor meervoudige interpretatie, omdat aan stillevens gewoonlijk geen verhaal ten grondslag ligt. Men doet er goed aan, in een stilleven niet slechts één betekenis te zoeken.
| Stilleven                                                                          | Soort stilleven                  | Voorwerpen | Symboliek |
| ---------------------------------------------------------------------------------- | -------------------------------- | --- | --- |
| Jan Davidsz. de Heem                                                               | Pronkstilleven                   | Kostbaarheden en bijzondere vruchten | Rijkdom, weelde                                                                                                   |
| Stilleven met een exemplaar van De Waere Mercurius, 1655, Anthonie Leemans         | Overwinningsstilleven            | Haring, brood, bier, een nieuwsblad over Tromps overmeestering van drie Engelse schepen op 28 juni 1639, en een gedicht over de schoenmaker die het werk van Apelles misprijst | De nationale economie, zuinigheid en vlijt                                                                        |
| Stilleven met vleespasteitjes, omgeving van Jacob van Es                           | Banketje                         | Voorwerpen en voedingsmiddelen horende bij een maaltijd | Mogelijk een aanmoediging tot matigheid, of een verwijzing naar het laatste avondmaal. Kan ook rijkdom weergeven. |
| Vanitas, 1630, Pieter Claesz.                                                      | Vanitas                          | Schedels, gedoofde kaarsen, verwelkte bloemen, vergane boeken, omgevallen glazen                                                                                               | IJdelheid en zinloosheid van aards bezit, of het memento mori                                                     |
| Trompe l'œil, Cornelis Norbertus Gysbrechts                                        | Schijnbedrieger of Trompe-l'oeil | Verzameling voorwerpen uit het dagelijks leven die zeer echt lijken te zijn, bijvoorbeeld een rek met brieven, pennen, scharen en dergelijke.                                  | |
| Stilleven met bloemen, 1639, Hans Bollongier                                       | Bloemstilleven                   | Allerhande verschillende bloemen, al dan niet bijzonder, soms omgeven door insecten zoals vlinders en torren.                                                                  | Mogelijk vergankelijkheid, maar ook bewondering voor de schepping                                                 |
| Fruitstuk, Alexander Coosemans                                                     | Fruitstilleven                   | Allerhande vruchten | Overvloed en vruchtbaarheid                                                                                       |
| David Teniers de Jonge                                                             | Wetenschapsstilleven             | Boeken, passers, wereldbol, zandlopers | Geleerdheid, de overwinning van de wetenschap                                                                     |
| Een aap en een hond bij dood wild, 1714, Jan Weenix                                | Jachtstuk                        | Dode fazanten, duiven, herten en ander wild | |
| Stilleven, Bartolomeo Bettera                                                      | Muziekinstrumenten               | | |
| Stilleven, 1551, Pieter Aertsen                                                    | Markt- en keukenstukken          | Vlees, vis, groente en fruit | |
| Stilleven, met Madonna, Daniël Seghers (1645)                                      | Religieus                        | | Verwijzing naar Bijbelse verhalen                                                                                 |
| Stilleven met roemer, fluit, aarden kruik en pijpen, 1651, Jan Jansz. van de Velde | Toebackje                        | goudse pijp, roemer wijn, olijven, oesters, en citroen | |

## Gouden Eeuw

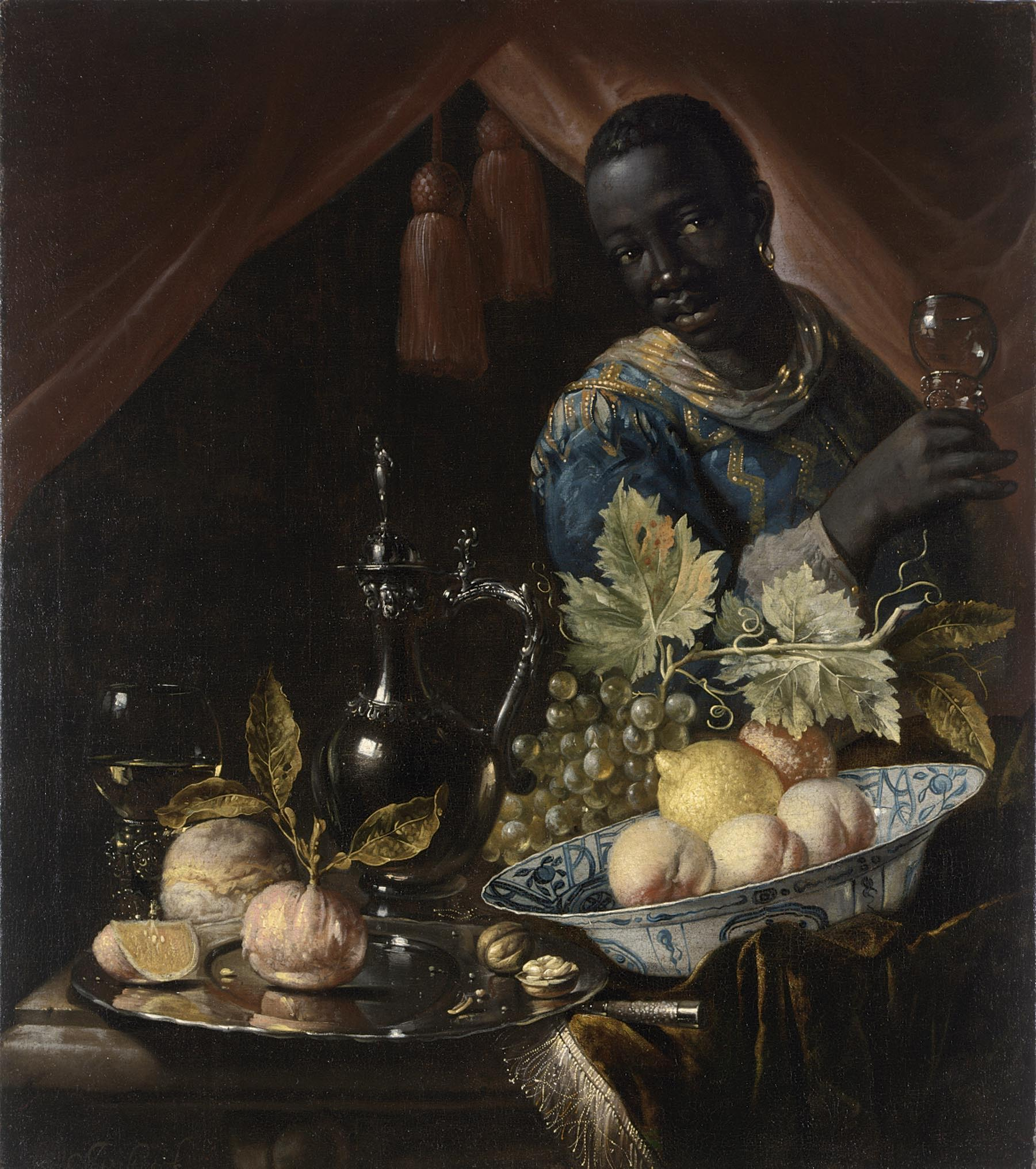
Stilleven door Juriaan van Streek

In de Gouden Eeuw beleefde de productie van stillevens in Nederland en Vlaanderen een hoogtepunt. 
Grote meesters zijn Jan Jansz. den Uyl, Willem Kalf, Pieter Claesz., Abraham van Beijeren en Willem Claesz. Heda Heda.
Anderen zijn Clara Peeters, Melchior d'Hondecoeter, Pieter de Ring, Pieter Boel, Jacob van Hulsdonck, Maerten Boelema de Stomme, Harmen Steenwijck, Pieter Steenwijck, Karel Slabbaert, Adriaen van Utrecht, Elias Vonck, Albert Vinckenbrinck, Jacques de Ville, Jan Treck, Roelant Savery, Adriaen Coorte, Hendrik Gerritsz. Pot, Carstian Luyckx, Joos de Momper, Cornelis Kick, Cornelis Brisé, Pieter van den Bosch, Johannes Borman, Osias Beert de Oudere, Floris van Dyck, Abraham Brueghel en Nicolaes Gillis.

## Heropleving
In hedendaags Nederland werd Henk Helmantel bekend als stillevenschilder en een van de Noordelijke realisten.